# Jördis Triebel
Jördis Triebel (Berlín Este, 30 de octubre de 1977) es una actriz alemana de cine y televisión, reconocida internacionalmente por interpretar el papel de Katharina Nielsen en la serie de televisión Dark.

## Carrera
Triebel inició su carrera en el cine y la televisión de Alemania a comienzos de la década de 2000, logrando reconocimiento con su interpretación de María Hernández en la serie KDD - Kriminaldauerdienst entre 2007 y 2010. A comienzos de la década de 2010 apareció en la serie Tatort. Otras apariciones destacadas en la televisión alemana incluyen las series Blochin: Die Lebenden und die Toten en 2015 y Babylon Berlin y Dark en 2017.

## Filmografía destacada
- 2003: Lange Tage
- 2005: Wolffs Revier
- 2006: Emma's Bliss
- 2006: Heteros Nomos
- 2006: Speed Dating
- 2007: KDD – Kriminaldauerdienst
- 2007: Frühstück mit einer Unbekannten
- 2007: Eine gute Mutter
- 2007: Der Kommissar und das Meer
- 2008: A Woman in Berlin
- 2008: Das Duo
- 2008: Warten auf Angelina
- 2009: This Is Love
- 2009: Pope Joan
- 2010: The Hairdresser
- 2010: Tatort: Am Ende des Tages
- 2011: Familiengeheimnisse
- 2011: Freilaufende Männer
- 2011: Ein guter Sommer
- 2012: Rosa Roth
- 2013: Meine Schwestern
- 2013: West
- 2013: Das Jerusalem-Syndrom
- 2013: Der fast perfekte Mann
- 2013: Wolfskinder
- 2015: Me and Kaminski
- 2015: Blochin – Die Lebenden und die Toten
- 2015: Familienfest
- 2015: One Breath
- 2017: Dark
- 2017: Babylon Berlin
- 2022: La emperatriz
- 2023: Sangre y oro[4]